# Charlotte County, New Brunswick
Charlotte County är ett county i Kanada.   Det ligger i provinsen New Brunswick, i den sydöstra delen av landet, 700 km öster om huvudstaden Ottawa. Charlotte County ligger vid sjön Lake Utopia.
Följande samhällen finns i Charlotte County:
- Saint Andrews
- Blacks Harbour

I omgivningarna runt Charlotte County växer i huvudsak blandskog. Runt Charlotte County är det mycket glesbefolkat, med 6 invånare per kvadratkilometer.